# Peponapis citrullina
Peponapis citrullina là một loài Hymenoptera trong họ Apidae. Loài này được Cockerell mô tả khoa học năm 1912.